# Minna Lammert
Minna Lammert (16. Februar 1852 in Sondershausen – 6. April 1921 in Berlin), auch Minna Lammert-Tamm bzw. Minna Tamm, war eine deutsche Opernsängerin (Mezzosopran).

## Leben
Lammert trat bereits mit zehn Jahren bei kirchlichen Aufführungen und Konzerten auf. Nachdem sie den nötigen Gesangsunterricht genommen hatte, wurde sie an das Hoftheater ihrer Vaterstadt engagiert, wo sie 1872 als Leonore im Fidelio debütierte.

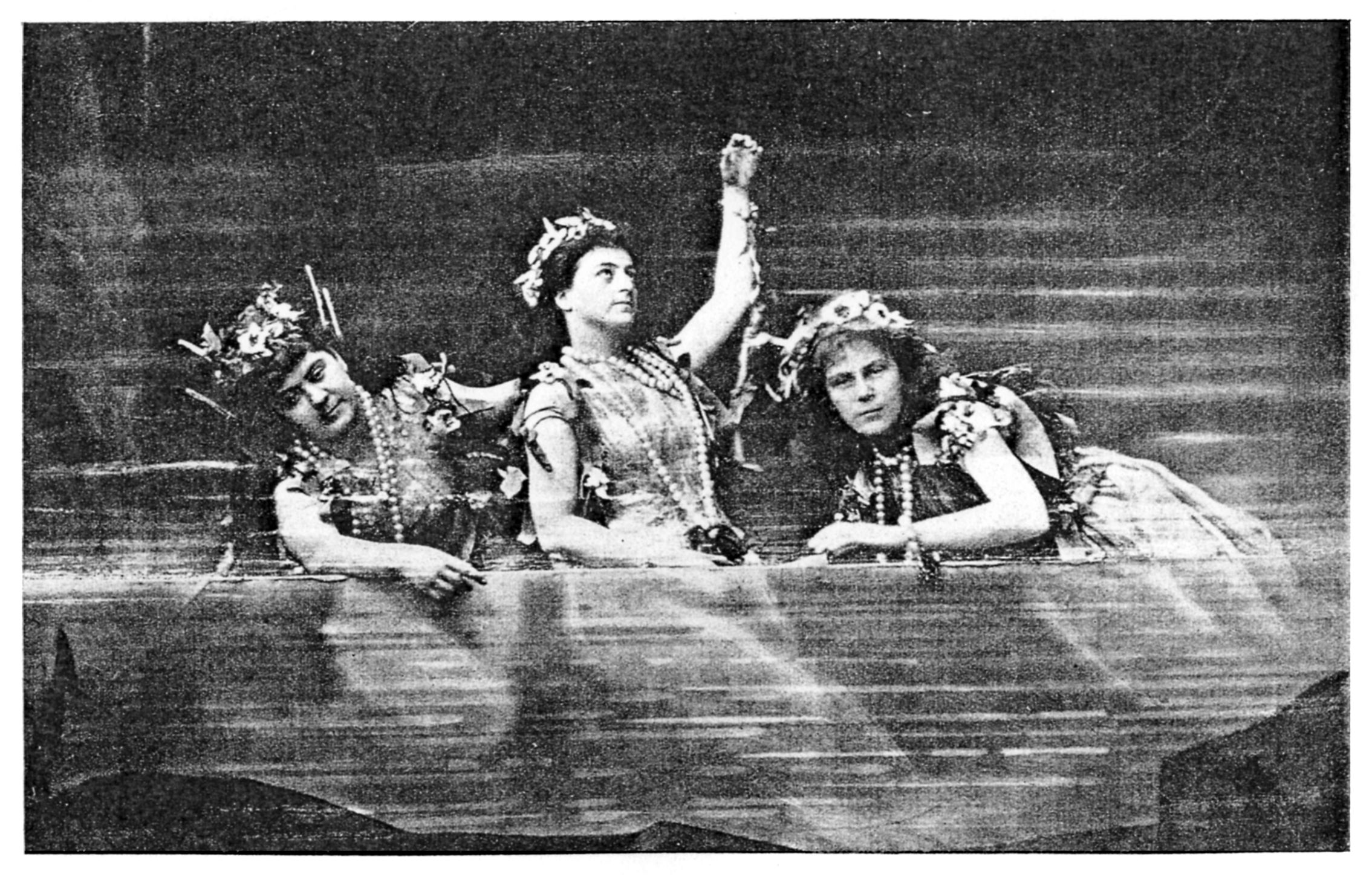
Die Rheintöchter in Bayreuth 1876, in der ersten Aufführung von Wagners Der Ring des Nibelungen, von links: Minna Lammert, Lilli Lehmann, Marie Lehmann

Von 1873 bis zu ihrem Karriereende 1896 war sie im Verband des Hoftheaters Berlin. Dort wurde sie vor allem als Wagnerinterpretin geschätzt, wie in den Partien der Mary im Fliegenden Holländer und der Ortrud im Lohengrin, aber auch als Azucena im Troubadour, als Fides im Propheten von Meyerbeer sowie vielen weiteren Partien.
An den ersten Bayreuther Festspielen vom 13. bis 17. August 1876 sang sie die Roßweiße und die Floßhilde im Nibelungenring. Die beiden anderen Rheintöchter dabei waren die Schwestern Lilli und Marie Lehmann.
Nach ihrer Hochzeit mit dem Arzt Wilhelm Tamm trat sie auch unter dem Namen Minna Lammert-Tamm auf.